# Dennis Elsas
Dennis Elsas ist ein US-amerikanischer Radiomoderator aus New York. Seine Sendung läuft täglich auf WFUV New York City.
Elsas stammt aus Queens und erlangte Bekanntheit durch seine Musiksendungen und Interviews mit Musikern. Er arbeitete zunächst für WNEW-FM, einer bekannten New Yorker Rock-Station mit dem Slogan „Where Rock Lives.“ Als Musikdirektor machte er den Sender zu einer der renommiertesten progressiven Radiostationen des Landes. Er interviewte Pete Townshend, Mick Jagger, Paul McCartney und John Lennon. Sein Interview mit Lennon von 1974 gilt als Zeitdokument und wurde als eines der ersten Tondokumente in das Paley Center for Media (vormals Museum of Television and Radio) aufgenommen. Nach 25 Jahren bei WNEW wechselte er zur Public Radio Station WFUV.

## Auszeichnungen
Seine Sendung über die Beatles gewann u. a. den New York State Broadcasters Association Best Documentary und die New York Festivals World Medal.

## Privatleben
Elsas lebt heute (Stand: 2016) mit seiner Familie in Westchester.